# ようかんパン
ようかんパンは、液状のようかんを用いた菓子パンの一種。
北海道のポピュラーな菓子パンとしては、主に、横割りしたコッペパンの間にホイップクリーム（またはカスタードクリーム・バタークリームなど）を挟み、液状のようかんをエクレアのようにコーティングした製品である。コッペパンタイプのほか、ツイストタイプ・ロールパン・サイコロ型のパンなどがある。

## 概要
北海道での人気は根強い。一時期大手メーカーより全国発売されていたことがあるが、定着はしなかった。しかし近年になって様々なメディアによってようかんパンが取り上げられ、ご当地パンとして人気が急上昇している。新たに商品開発に参入する企業も現れるほどである。
北海道以外の地域にも、液状の羊羹でパンをコーティングした菓子パンを独自に製造しているパン屋がある。
静岡の「ようかんぱん」という名の菓子パンは、ドーナツ形に形成されたあんパンに羊羹がかかっており、中央部にバニラクリームを詰めている。1960年に富士市で誕生し、静岡県東部のパン屋数件で作られていたが、製造を続けているのは富士製パンのみである。
富山県では、朝日町の清水製パンにおいて1955年(昭和30年)頃からあんパンを翡翠色の羊羹でコーティングした「ヒスイパン」を販売しており、1984年に現在の名称になる前は、ようかんパンという名前だった。富山市の富山製パンにも「ようかんパン」がある。
高知県宿毛市の菱田ベーカリーで昭和40年代から販売されている「羊羹ぱん」は、あんパンを羊羹でコーティングしたものである。
鹿児島県のイケダパンから1957年に発売された「ラビットパン」は、白あんのあんパンを羊羹でコーティングしたもので、期間限定販売として復刻されている。

## 主な製造メーカーとパン
- ロバパン - 「ようかんドーナツ」：背割りのコッペパンでバタークリームを使用。
- 山崎製パン - 「サンスネーク」[8]：コッペパンタイプ。
- 日糧パン - 「ロングスワニー」「ジャンボようかんロール」：コッペパンタイプ。・「ようかんツイスト」：ツイストパンタイプ。・「ようかんあんぱん」[8]：あんパンに羊羹をコーティングしたもの。
- HOKUO - 「ようかんちゃん」：サイコロ型、中にクリームと餡が入っている[8]。
- セイコーマート - 「ようかん&クリーム」：丸型のパンで横割りしたパンにカスタードクリーム。・「ようかんパン（ホイップ＆カスタード）」[8]：ホイップクリームとカスタードクリームが入っている・「ようかんツイスト」[8]：ツイストパンタイプ。

## 逸話など
- その形態から、パッケージが開封された状態で提供されると、チョコレートがコーティングされたチョコレートパンと混同されやすい。騙された経験がある北海道民も多い[要出典]。
- たっぷりチョコ掛けのように見える風貌とは違い、中のホイップクリームのおかげもあり甘ったるさがなく、羊羹部分もチョコほど溶け易くないので（糖分により『ベトベト感』はややあるが）指につくこともない。和洋折衷どらやきなどで、餡どら焼きにホイップクリーム入りが登場しているが、北海道に昔からこのパンがあった分、その珍奇さは薄れたとも言える[要出典]。